# 生ワクチン
生ワクチン（なまワクチン）とは、生存能力を損なうことなくウイルスや細菌の病原性を低下させて作ったワクチンである。弱毒化ワクチンもしくは弱毒ワクチンともいい、弱毒化とは生きた病原体を無害化したり病原性を低下させたりすることである。弱毒化されたウイルスを特に弱毒化ウイルスまたはワクチン株ともいう。生ワクチンと対照的に病原体を「殺して」（不活化して）得られたワクチンは不活化ワクチンという。

## 例
生ワクチンには以下のものがある。
- ウイルスに対するもの：ポリオワクチン（セイビン・ワクチン）、麻疹ワクチン、流行性耳下腺炎ワクチン、風疹ワクチン、麻しん風しん混合ワクチン、水痘ワクチン、黄熱ワクチン[1]、鼻スプレー感冒ワクチン（弱毒生インフルエンザワクチン）。

狂犬病ワクチンは現在ヒト用と動物用の2タイプが使われている。
- 細菌に対するもの：BCGワクチン[1]、腸チフスワクチン[2]（筋注の不活化ワクチンもある[3]）

## 開発
病原体は以下の異種宿主で継代することにより弱毒化することがある。
- 組織培養
- 発育鶏卵
- 生存動物

初代培養微生物群を異種宿主に導入する。微生物群のうち一部は異種宿主への感染を可能にする変異を生じる可能性が高い。やがて宿主内で成育するために多くの変異を獲得し、初代群とは有意に異なったものとなる。これを原宿主に再導入すると、異種宿主内ほどには生育しない（つまり弱毒化されている）。これにより原宿主の免疫系による病原体の除去や免疫記憶細胞の形成を容易にし、病原性の強い類似種の微生物に感染しても患者を保護する能力が増す。

## 投与
生ワクチンは病原性が極めて低い生ウイルス粒子もしくは細菌を用いる。複製は非常に遅いが、継続的に複製し初回ワクチン接種時よりも多く抗体を産生するため、ブースターはさほど必要としない。ワクチンの製造は病原性の小さい株を選別するための組織培養、突然変異、病原性に関与する遺伝子の標的除去によって行う。病原性が復帰するリスクが少しあるが、標的除去で製造したワクチンについてはリスクはわずかである。免疫不全状態の者への投与は禁忌とされている。

## 生ワクチンの利点
- 免疫系の全過程を活性化する（例えば局所抗体であるIgAを産生する）
- 免疫が長期間持続するため、ブースターの使用が少なくてすむ
- 変異株など構造の異なるウイルス株にも対抗できる広域中和抗体が産生される。研究でインフルエンザウイルスの不活化ワクチン接種と、弱毒生ワクチンを模倣した経鼻感染させ比較した場合、不活化ワクチン接種には特定のウイルスに対する抗体のみできたのに対し、経鼻感染したものには構造の異なるウイルス株にも対抗できる広域中和抗体が産生されることを発見し、弱毒生ワクチンが変異したウイルスに有効性であることを明らかにした[4][5]。
- 低価格
- 早い免疫反応
- 輸送や投与が容易（例えばポリオのためのポリオワクチン(en:Polio vaccine)のOPVは経口投与が可能であるが、不活化ワクチンであるIPVでは、低温管理されたワクチン、熟練した技術者と滅菌された注射器を必要とする）
- Easan Anand が創始したinitial "spotting" methodは、たとえば破傷風などで行われる抗体ワクチン接種に比べ、副作用が非常に少ない。

## 欠点
治療などで、CD4が免疫抑制状態にある場合は、弱毒化病原体といえど免疫で対処できず、病気を発症させることがあるため、接種が禁忌になることがある。またポリオワクチンでは弱毒のワクチン株が環境中に広まり、免疫力の弱い人が環境中のワクチン株に感染して発症する問題が起こっている。
免疫力に大きな問題がない人でも、病原体の増殖に伴って発熱などの症状が生じることがある。
短い期間内に異なるワクチンを接種した場合、干渉により弱毒化病原体が体内で増殖せず、免疫獲得に失敗することがある。日本では生ワクチンを接種した後に別のワクチンを接種する際は27日以上の間隔を開けることとされ、これは不活化ワクチン接種後に開けるべき間隔の6日間より長かった。しかし2020年10月1日から、接種間隔の制限を撤廃され、「生ワクチン同士を接種する場合のみ、間隔は27日以上おくこと」となる。
血液製剤にも病原体が含まれてはならないので、生ワクチン接種後27日間は献血を行うこともできない（不活化ワクチン接種にともなう献血禁忌は24時間のことが多い）。また妊娠している女性に対して接種はできず、さらに接種後2か月の避妊が求められる。
保管温度や日光暴露による不活化が起こりやすい。そのため乾燥粉末として保管し、接種の直前に純水で溶液化する方法が用いられている。